# Gilbert Westacott Reynolds
Gilbert Westacott Reynolds (* 10. Oktober 1895 in Bendigo (Australien); † 7. April 1967 in Mbabane (Swasiland)) war ein südafrikanischer Botaniker. Sein offizielles botanisches Autorenkürzel lautet „Reynolds“.
Reynolds beschäftigte sich mit der Systematik, Morphologie und Biogeographie der Pflanzen mit Schwerpunkt zu Aloen. Auf etlichen Reisen erforschte er die Pflanzenwelt von Afrika und Madagaskar.

## Leben und Wirken
Gilbert Westacott Reynolds wurde am 10. Oktober 1895 in Bendigo, einer Stadt im australischen Bundesstaat Victoria, geboren. Mit seinen Eltern kam er 1902 nach Südafrika, wo sein Vater sich als Augenoptiker selbständig machte. Seine Schulausbildung beendete er 1914 am St. John’s College in Johannesburg und war dort als herausragender Schachspieler („Victor Ludorum“) bekannt. Während des Ersten Weltkrieges erreichte er im Militär den Rang eines „Captain“ und war in Südwestafrika sowie in Njassaland stationiert. Nach dem Krieg qualifizierte er sich als Optiker und trat in das Geschäft seines Vaters ein. In der Zeit zwischen 1921 und 1930 machte er sich selbständig und entwickelte ein gesteigertes Interesse an Zwiebeln und Sukkulenten in Südafrika.
Ab 1930 begann er mit Exkursionen und spezialisierte seine Forschungen auf das Fachgebiet der Aloen. In den ersten Jahren seiner Forschungen wurde er von Inez Clare Verdoorn und Robert Allen Dyer vom Botanical Research Institute in Pretoria unterstützt und erweiterte dort seine Kenntnisse als Fachautorität zu Aloen. Er erforschte und sammelte Aloe-Pflanzen aus ganz Afrika und Madagaskar unter anderen mit Peter René Oscar Bally. In den 1960er Jahren war er einige Zeit in Kew, um im Institut Royal Botanic Gardens zu pflanzlichen Systematiken zu arbeiten. Zwischen 1930 und 1966 galt er als wissenschaftlicher Doyen zu Aloen. Er starb 1967 in Mbabane. Nach seinem Tod wurden seine Pflanzen teils zum Mlilwane Wildlife Sanctuary und teils zum National Botanical Institute in Pretoria gebracht. Reynolds beschrieb und benannte über 100 Aloe-Arten.

## Ehrungen

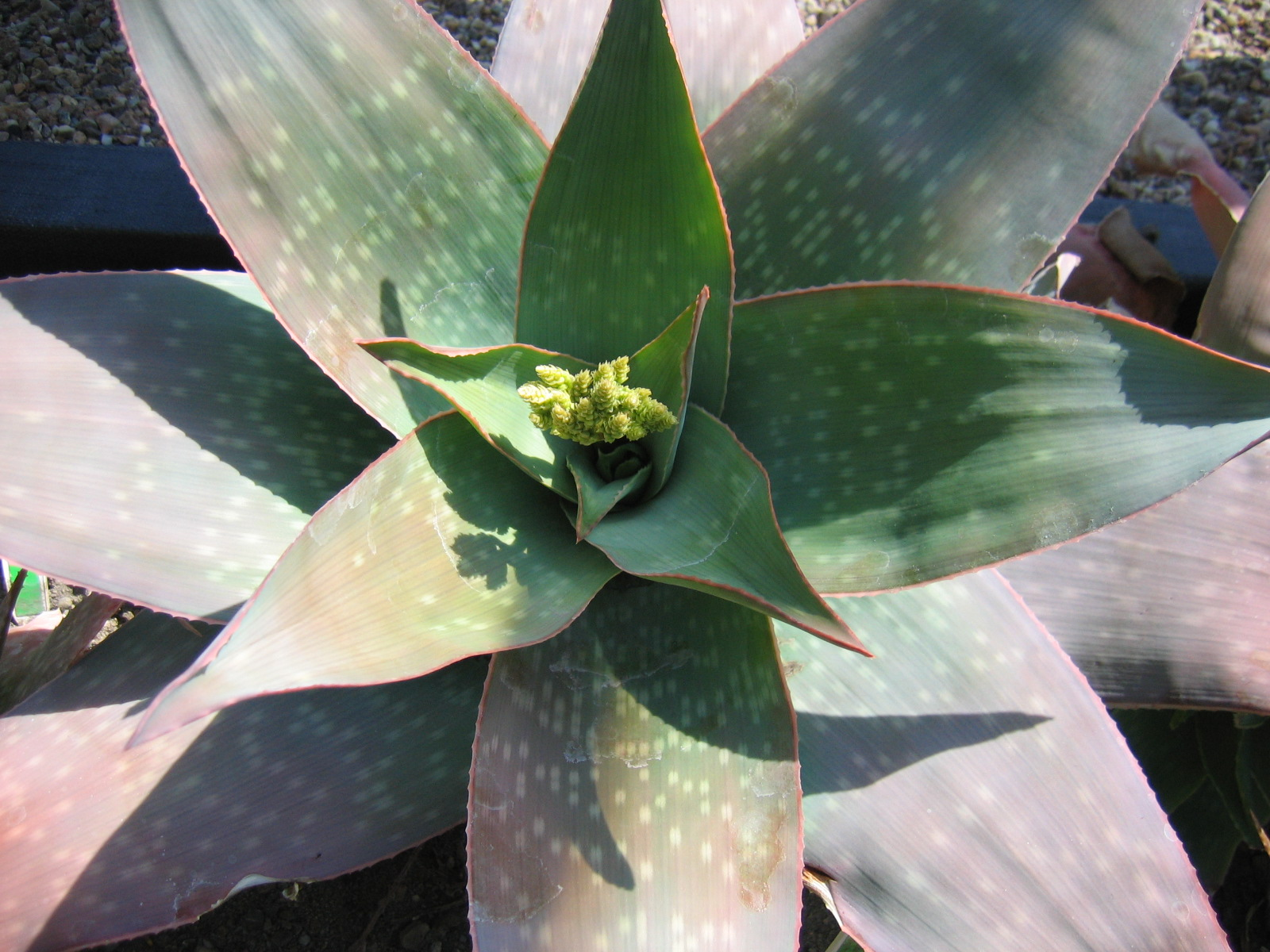
Aloe reynoldsii

In Anerkennung seiner Arbeiten wurden verliehen (Auswahl):
- Ehrenmitgliedschaft der Cactus and Succulent Society of America (CSSA), 1941
- Ehrenmitgliedschaft der Linnean Society of London (F.L.S), 1951
- Auszeichnung der Southern Africa Association for the Advancement of Science, 1951
- Ehrendoktorwürde der Universität Kapstadt, 1952
- Bolus-Medaille der Botanical Society of South Africa, 1966

Nach Reynolds wurden folgende Pflanzen benannt:
- Aloe reynoldsii von Cythna Lindenberg Letty (1895–1985) in 1934.
- Delosperma reynoldsii von Mary Gwendolen Lavis (1903–1982) in 1967.

## Schriften (Auswahl)

### Bücher
- The Aloes of South Africa. Balkema, 1950.
- The Aloes of Nyasaland. Nyasaland Society and African Book Centre of Nyasaland, 1954.
- Les Aloes de Madagascar. Institut de Recherche scientifique de Madagascar, 1958.
- The Aloes of Tropical Africa and Madagascar. Aloes Book Fund, 1966.

### Zeitschriftenartikel
- Notes on the Aloes of southern Ethiopia and Somalia. In Journal of The East Africa Natural History Society Naibrobi, 1954, S. 102–104. (online)
- Hunting aloes in East Africa. In: African Wild Life. Band 6, 1952, S. 308–322.
- Hunting aloes in Nyasaland. In: African Wild Life. Band 7, 1953, S. 102–111.
- Hunting aloes in Ethiopia and Somaliland. In: African Wild Life. Band 8, 1954, S. 14–25.
- The Murchison Falls National Park. In: African Wild Life. Band 8, 1954, S. 271–279.
- The Queen Elizabeth National Park. In: African Wild Life.Band 9, 1955, S. 109–114
- Hunting aloes in Madagascar. In: African Wild Life. Band 9, 1955, S. 99–320.
- Hunting aloes in Eritrea and Ethiopia. In: African Wild Life. Band 10, 1956, S. 205–214.
- Hunting aloes in Somaliland Protectorate. In: African Wild Life. Band 12, 1958, S. 101–114.
- Hunting aloes in Nyasaland and Tanganyika Territory. In: African Wild Life. Band 13, 1959, S. 35–52.
- Hunting aloes in Angola. In: African Wild Life. Band 14, 1960, S. 13–25.